# (9652) 1996 AF2
(9652) 1996 AF2 là một tiểu hành tinh vành đai chính. Nó được phát hiện bởi Seiji Ueda và Hiroshi Kaneda ở Kushiro, Hokkaidō, Nhật Bản, ngày 12 tháng 1 năm 1996.